# Hrabstwo Hill (Teksas)

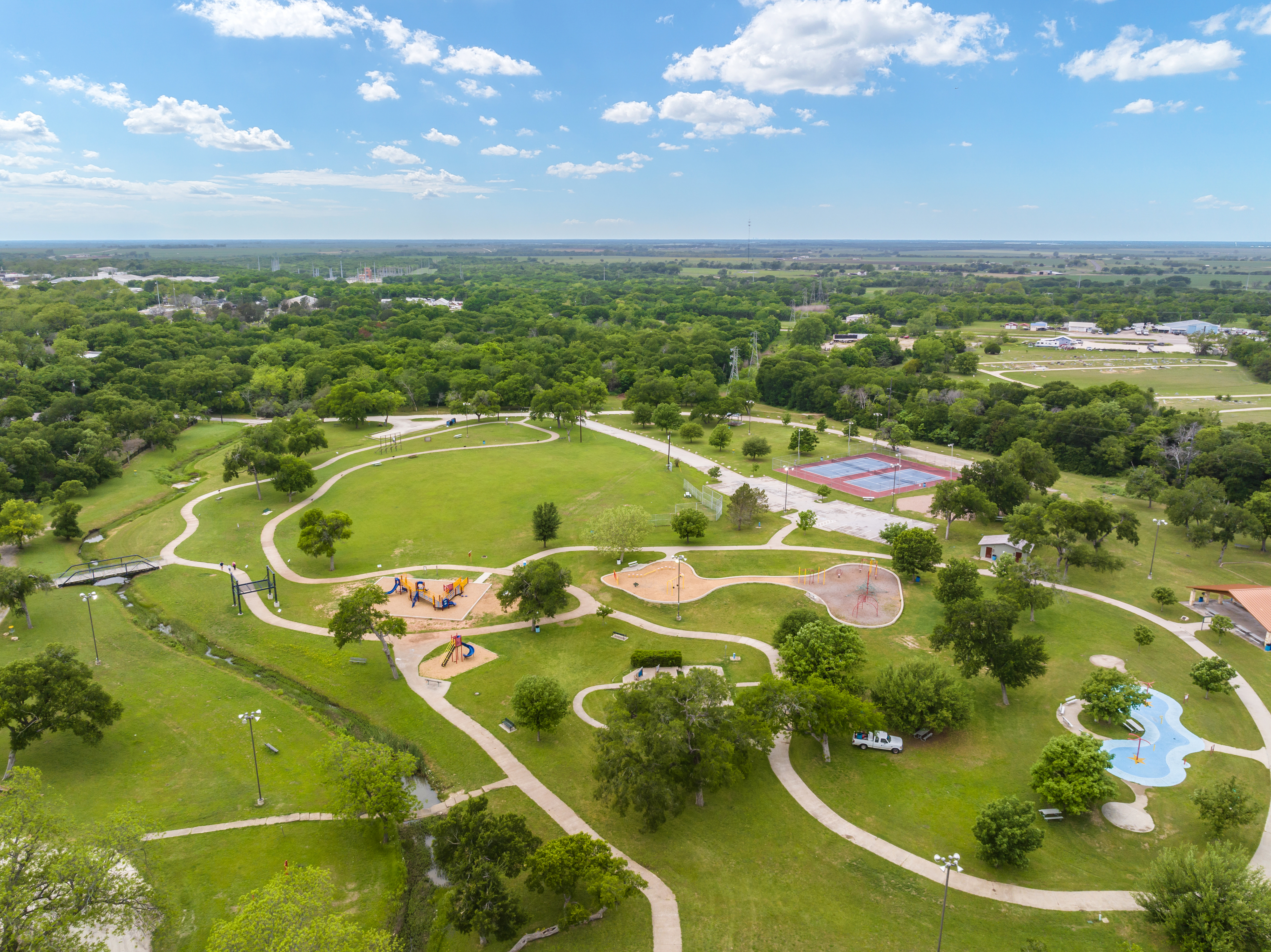
Park miejski Hillsboro

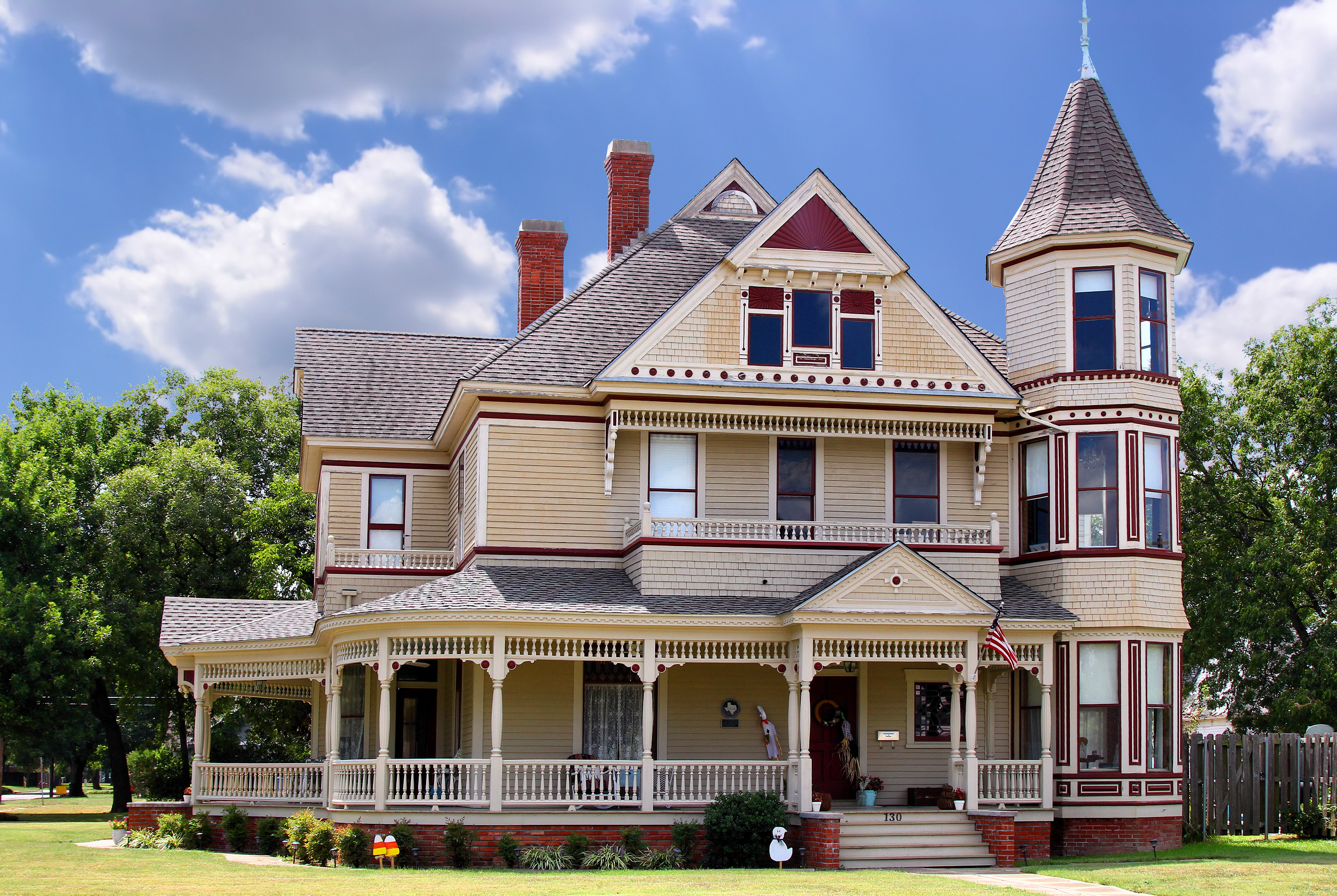
Zabytkowy dom w Hillsboro

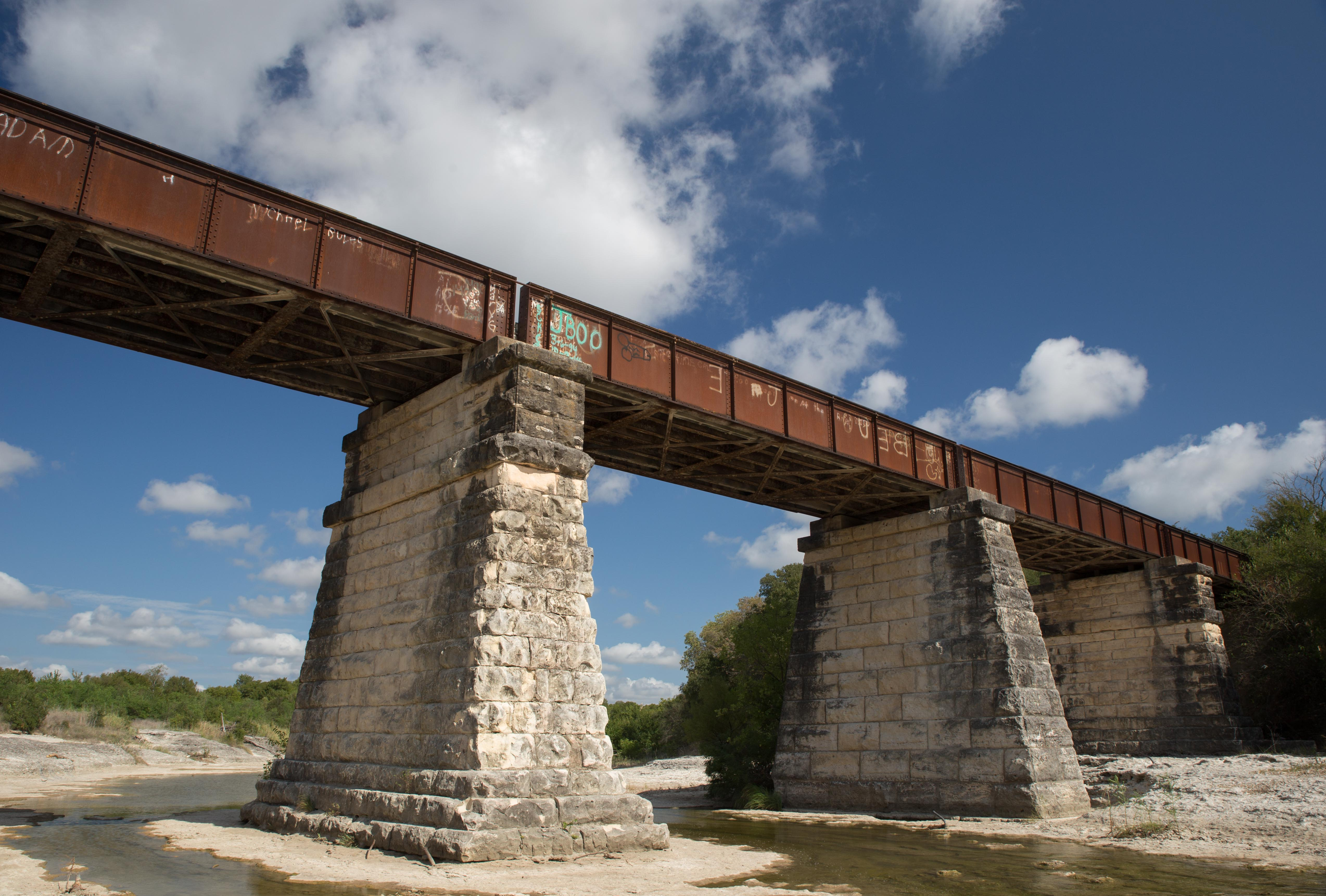
Zabytkowy most w Blum

Hrabstwo Hill – hrabstwo położone w USA, w stanie Teksas, w sąsiedztwie aglomeracji Dallas–Fort Worth. Utworzone w 1853 r. Według danych z 2023 roku liczy 38,1 tys. mieszkańców. Siedzibą hrabstwa jest miasto Hillsboro.
Szczególnymi przypadkami są miasteczka Abbott i Penelope, w których 44% i 24% mieszkańców deklaruje pochodzenie czeskie.

## Geografia
Hrabstwo ma powierzchnię 2550 km², z czego 70 km² (2,7%) to tereny zalane przez wodę. Na obszarze hrabstwa znajdują się dwa duże jeziora. Jezioro Whitney z rzeką Brazos wyznaczają zachodnią granicę hrabstwa, a w centrum znajduje się Jezioro Aquilla.

## Sąsiednie hrabstwa
- Hrabstwo Johnson (północ)
- Hrabstwo Ellis (północny wschód)
- Hrabstwo Navarro (wschód)
- Hrabstwo Limestone (południowy wschód)
- Hrabstwo McLennan (południe)
- Hrabstwo Bosque (zachód)

## Miasta
- Abbott
- Aquilla
- Blum
- Bynum
- Carl's Corner
- Covington
- Hillsboro
- Hubbard
- Itasca
- Mertens
- Mount Calm
- Penelope
- Whitney

## Gospodarka
Najpopularniejszymi sektorami zatrudnienia mieszkańców hrabstwa Hill w 2020 roku były: produkcja (2203 osoby), handel detaliczny (2010 osób), usługi edukacyjne (1699 osób), budownictwo (1592 osób), opieka zdrowotna i pomoc społeczna (1546 osób), oraz zakwaterowanie i usługi gastronomiczne (1147 osób).
W 2022 roku hrabstwo zajmowało 16. miejsce w stanie pod względem wpływów z upraw. 50% areału hrabstwa to obszary pasterskie, 43% zajmują uprawy i 3% to obszary leśne. Do głównych produktów należą kukurydza (5. miejsce w stanie), drzewka świąteczne, pszenica, siano i bawełna. W latach 2017–2022 znacząco wzrosła rola upraw darni i/lub szkółkarstwa. Ponadto zaznaczają się hodowla drobiu, koni, bydła, owiec i przemysł mleczarski.
W hrabstwie wydobywa się znaczące ilości gazu ziemnego.
Średni dochód gospodarstwa domowego (dane z 2022) w hrabstwie wynosi 60 669 dolarów, zaś dochód na mieszkańca 30 730 dolarów. 15,6% mieszkańców żyje poniżej relatywnej granicy ubóstwa.

## Demografia
Według danych pięcioletnich z 2022 roku, 79,8% mieszkańców stanowili biali (68,8% nie licząc Latynosów), 21,9% to Latynosi, 6,3% to czarni lub Afroamerykanie, 5,6% było rasy mieszanej, 0,8% deklarowało pochodzenie azjatyckie i 0,7% to rdzenna ludność Ameryki.

## Religia
Według danych spisowych z 2020 roku, do największych grup religijnych w hrabstwie Hill należeli:
- Południowa Konwencja Baptystów (8409 członków)
- Kościół katolicki (5409 członków – 15,1%)
- bezdenominacyjne zbory ewangelikalne (1640 członków)
- Zjednoczony Kościół Metodystyczny (1421 członków)
- Kościoły Chrystusowe (1106 członków)
- Narodowa Misyjna Konwencja Baptystyczna Ameryki (800 członków).